# Nu Tauri
Nu Tauri (ν Tau, ν Tauri) è una stella nella costellazione del Toro di magnitudine apparente 3,90, distante 117 anni luce dal sistema solare
. Talvolta conosciuta come Furibundus, che significa "furibondo" in latino e che proviene da Taurus Furibundus, "il toro furioso".

## Osservazione
Posta nella parte meridionale della costellazione del Toro, si tratta di una stella situata nell'emisfero celeste boreale, ma grazie alla sua posizione in prossimità dell'equatore celeste, può essere osservata da tutte le regioni abitate della Terra. Essendo di magnitudine 3,90 la si può osservare anche dai piccoli centri urbani senza difficoltà, sebbene un cielo non eccessivamente inquinato sia maggiormente indicato per la sua individuazione.

## Caratteristiche fisiche
Nu Tauri è una stella bianca di sequenza principale di tipo spettrale A0,5V, come Sirio o Vega, tuttavia è molto più distante in quanto è quindici volte più lontana di Sirio e circa cinque volte più lontana di Vega dal sistema solare. Con una temperatura di 9020 K, è 38 volte più luminosa del Sole. Dal suo diametro angolare, stimato in 0,614 secondi d'arco, risulta un raggio di 2,4 volte quello solare. Il limite inferiore della sua velocità di rotazione è di 83 km/s; la velocità effettiva dipende dalla inclinazione del suo asse di rotazione rispetto alla linea di vista della Terra. Ha un'età stimata di 250 milioni di anni, mentre la metallicità, ossia la presenza di elementi più pesanti dell'elio, è notevolmente minore rispetto al Sole, solo il 60% circa.